# بورلی پپر
بورلی پپر (انگلیسی: Beverly Pepper; ۲۰ دسامبر ۱۹۲۲ – ۵ فوریهٔ ۲۰۲۰) یک مجسمه‌ساز آمریکایی بود که به‌خاطر آثار تاریخی و هنرهای زمینی‌اش شناخته می‌شود. او از هر جنبش هنری خاصی مستقل ماند. او از دهه ۱۹۵۰ در ایتالیا زندگی می‌کرد، عمدتاً در تودی.

## سنین جوانی و تحصیل
پپر در ۲۰ دسامبر ۱۹۲۲ در بروکلین، شهر نیویورک، بورلی استول به دنیا آمد. پدر و مادر او مهاجران یهودی، بئاتریس (هورنشتاین) و ایروین استول بودند. او با پدری که فرش و مشمع کف اتاق می‌فروخت و مادری که داوطلب انجمن ملی برای پیشرفت رنگین پوستان (NAACP) بود بزرگ شد. او در مصاحبه ای گفت: «خانواده جالبی بود. می‌بینید، من با این فکر بزرگ نشده‌ام که باید یک زن باشم. مادر و مادربزرگش شخصیت‌های قوی داشتند، که او را متقاعد کرد که می‌تواند زندگی خود را دور از بروکلین بسازد. هیچ‌وقت فکر نمی‌کردم چیزی مرا محدود کند، زیرا مادر و مادربزرگم زنان بسیار قوی‌ای بودند. نمی‌دانستم زنان این‌طور رفتار نمی‌کنند!»
در شانزده سالگی برای تحصیل در زمینه طراحی تبلیغات، عکاسی و طراحی صنعتی وارد موسسه پرات در بروکلین، نیویورک شد. او سپس به عنوان یک کارگردان هنری تجاری شروع به کار کرد. او در لیگ دانشجویان هنر نیویورک تحصیل کرد و در کلاس‌های شبانه در کالج بروکلین شرکت کرد، از جمله نظریه هنر با گیورگی کپس، که او را با کارهای لازلو موهولی-ناگی و من ری آشنا کرد. در آن زمان، در اواسط دهه ۲۰ زندگی اش، با هنرمند محیط زیست فردریک کیزلر آشنا شد. او که در سال ۱۹۴۹ به اروپای پس از جنگ کشیده شد، نقاشی را در پاریس در آکادمی د لا گراند شومیر خواند. در آنجا او در کلاس‌هایی با نقاش کوبیست آندره لوته و با فرناند لژه در آتلیه او شرکت کرد. او همچنین از استودیوهای Ossip Zadkine و Brâncuși بازدید کرد.

## کار
پپر ابتدا کار خود را به عنوان یک نقاش آغاز کرد. او پس از سفر در سال ۱۹۶۰ به انگکور وات، کامبوج، جایی که ویرانه‌های معبدی که در زیر رشد جنگل باقی مانده بود، او را پر از هیبت کرد، به مجسمه‌سازی روی آورد. او اولین کار خود را در سال ۱۹۶۲ با نمایشگاهی از تنه درختان حکاکی شده در گالری در رم انجام داد.
پپر واژگان مجسمه‌سازی خود را با ادغام کنده کاری روی چوب و ریخته‌گری فلز معرفی کرد. روزالیند کراوس ، منتقد هنری، کار خود را ناقض سنت‌های مدرنیستی توصیف کرده‌است: «صنعت سنتی کنده کاری به روی او بسته بود… او با مته‌ها و اره‌های برقی به این کنده‌ها حمله کرد.» پس از چندین نمایشگاه در نیویورک و رم، او یکی از ۱۰ هنرمندی بود که توسط جیووانی کاراندنت دعوت شده بود، به همراه دیوید اسمیت، الکساندر کالدر، آرنالدو پومودورو، لین چادویک و پیترو کونساگرا، برای ساخت آثاری در کارخانه‌های Italsider در ایتالیا برای نمایشگاهی در فضای باز که در تابستان ۱۹۶۲ در اسپولتو برگزار شد. پپر که مستقیماً در کارخانه کار می‌کرد، مانند مجسمه‌های اصلی بعدی ، «هدیه ایکاروس»، «لدا»، «چشم‌انداز بهار»، دو اثر بزرگ دیگر و ۱۷ اثر کوچکتر را خلق کرد.
با پیشرفت دهه ۱۹۶۰، پپر استفاده از فولاد ضدزنگ صیقلی را آزمایش کرد. در برخی از اولین آثار، یکی از روش‌های او استفاده از مشعل برای کنده‌کاری از عناصر فولادی ضدزنگ به ضخامت یک اینچ بود. از آنجا، قطعات او تبدیل به ضدزنگ بسیار صیقلی با فضای داخلی رنگ شده شدند. آنها آثاری توهمی هستند که ناپدید می‌شوند و دوباره ظاهر می‌شوند و مناظر اطراف را منعکس می‌کنند. در مصاحبه ای با باربارا رز، مورخ هنر، پپر گفت: «یکی دیگر از تأثیراتی که من سعی می‌کنم با این پوشش روشن به دست بیاورم، صرفاً توهم نیست، بلکه شامل کردن شخصی است که به آن نگاه می‌کند، به طوری که تبادل دائمی بین آنها در جریان است."
تمام مجسمه‌های پپر از ابتدای کار مجسمه‌سازی او در فضای باز به نمایش گذاشته شد. در نهایت، او آزمایش‌های خود را با استفاده از زمین برای گنجاندن یک مجسمه آغاز کرد. به گفته خودش، در دهه هفتاد من مفهوم «مجسمه‌های زمینی» را توسعه دادم، یعنی مجسمه‌هایی که ظاهراً در زمین متولد شده یا از روی زمین برمی‌خیزند.» در دهه ۱۹۷۰ که بیشتر با زادگاهش نیویورک درگیر شد، ایده‌های مترقی او در کمیسیون‌هایی مانند کار مهمش Amphisculpture (1974-1976) تحقق یافت. او با تداوم تجربه خود در فولاد، در طول این مدت از فولاد هوازده استفاده کرد. هنگامی که در یک کارخانه فولاد ایالات متحده در Conshohocken، پنسیلوانیا کار می‌کرد. او با لذت بردن از سطوح زنگ زده کورتن، قطعاتی مانند کانال زمینی دالاس (۱۹۷۱–۱۹۷۵) ساخت. او در واقع یکی از اولین هنرمندانی بود که از فولاد هوازده در مجسمه‌سازی استفاده کرد. از دهه ۱۹۷۰ تا به امروز، او زندگی دو قاره ای را در سفر بین اروپا و ایالات متحده داشته‌است.

## زندگی شخصی
او در سال ۱۹۴۱ با لارنس گوسین ازدواج کرد. آنها در سال ۱۹۴۸ طلاق گرفتند. در سال ۱۹۴۸ با نویسنده کرتیس بیل پپر ازدواج کرد و ازدواج آنها تا زمان مرگ او در سال ۲۰۱۴ ادامه یافت. آنها دو فرزند داشتند: جوری گراهام شاعر برنده جایزه پولیتزر و جان راندولف پپر عکاس، کارگردان و بازیگر. جوری گراهام در کتاب Fast در سال ۲۰۱۷ به ضعف انسان و چالش‌های خانوادگی پرداخت. پیری، بیماری، زوال پدر و مادرش و همچنین تشخیص سرطان خودش این حجم باریک را نشان می‌دهد.

## نمایشگاه‌ها و قطعات جمع‌آوری شده
آثار پپر توسط موزه‌ها و گالری‌های بزرگ در سراسر جهان به نمایش گذاشته شده و جمع‌آوری شده‌است، از جمله:
- موزه متروپولیتن هنر
- موزه ویتنی هنر آمریکایی
- موزه بروکلین
- گالری هنری آلبرایت–ناکس
- موزه و بوستان مجسمه هرش‌هورن
- سنت لوئیس، میزوری

## آلبوم عکس

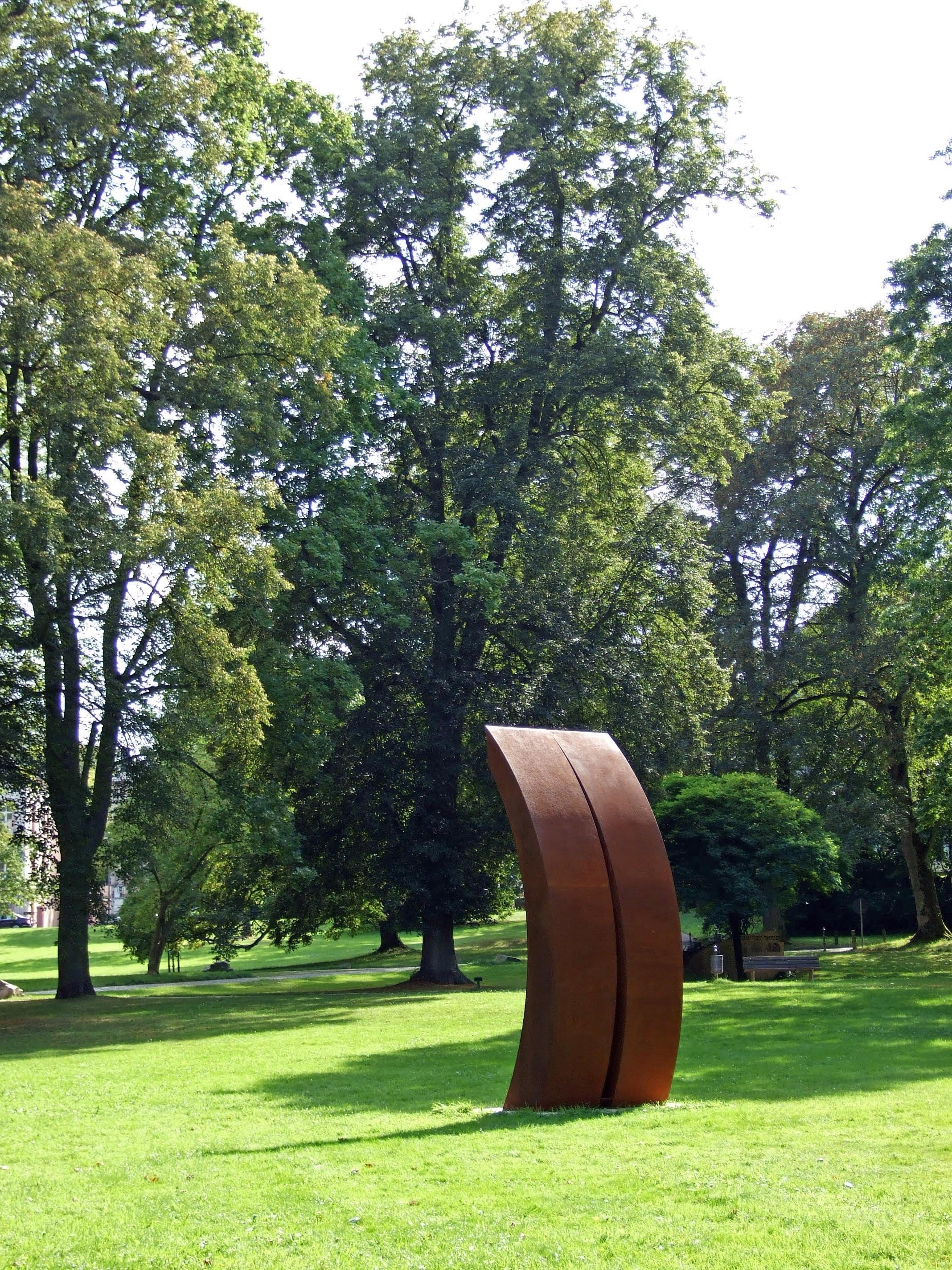
مونولیت لونگو
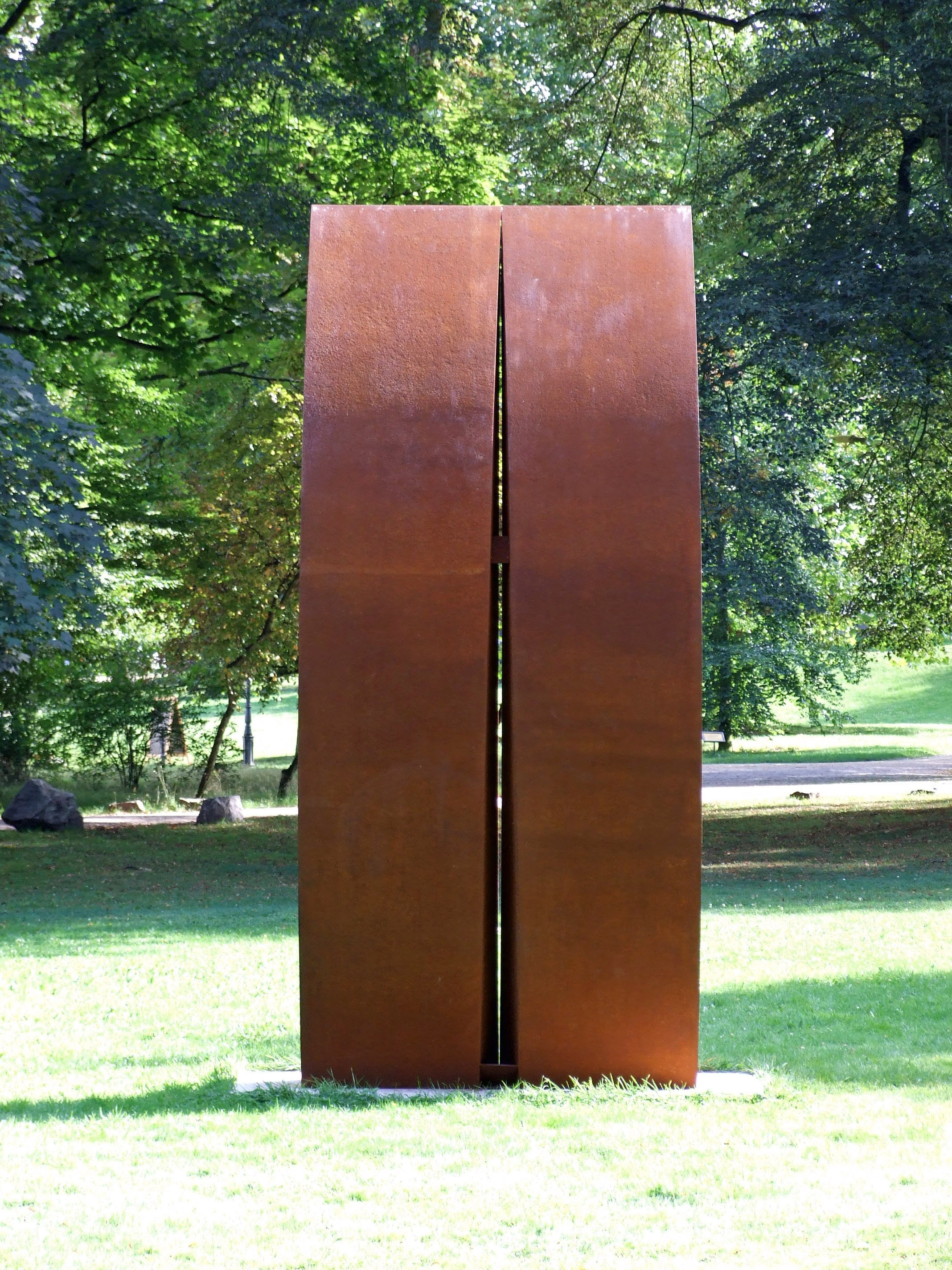
مونولیت لونگو
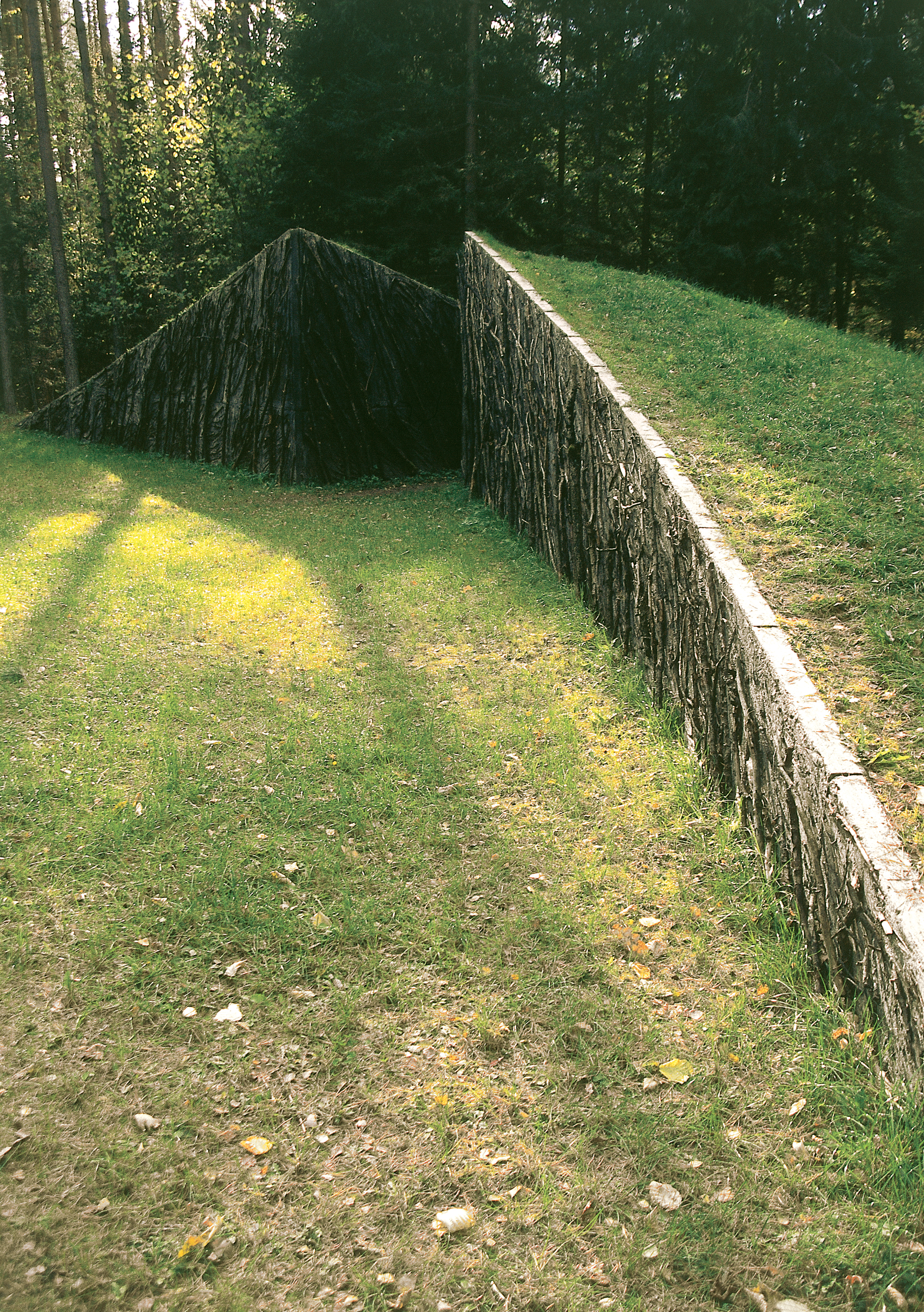
حرکت: برای مادربزرگم ، یوروپوس پارکاس، لیتوانی